# Província Franciscana da Imaculada Conceição do Brasil (Ordem dos Frades Menores)
A Província da Imaculada Conceição do Brasil é uma circunscrição da Ordem dos Frades Menores que está presente nos estados de São Paulo, Rio de Janeiro, Santa Catarina, Paraná e Espírito Santo. Criada em 1675, no pontificado de Clemente X, teve por cerca de dois séculos sua sede no Convento de Santo Antônio, situado no Largo da Carioca, no Rio de Janeiro.

## Governo provincial
O atual governo provincial é constituída pelos frades seguintes:
- Ministro Provincial = Frei Paulo Roberto Pereira
- Vigário Provincial   = Frei Gustavo Medella

### Definitório
- Definidor            = Frei João Mannes
- Definidor            = Frei Mário Tagliari
- Definidor            = Frei Daniel Dellandrea
- Definidor            = Frei Paulo Pereira
- Definidor            = Frei Alexandre Magno
- Definidor            = Frei João Francisco da Silva

### Secretário provincial
Frei Jeâ Paulo Andrade, OFM

## Serviço de animação vocacional
A Província da Imaculada Conceição do Brasil, por meio do serviço de animação vocacional (SAV) (https://web.archive.org/web/20100104102244/http://www.franciscanos.org.br/sav/), acolhe jovens e adultos interessados em ingressar para a Ordem dos Frades Menores. As etapas de formação do religioso, compreendem de estudo, vivência e oração.

### Casas de formação
As etapas de formação compreendem de:
- ACOMPANHAMENTO VOCACIONAL: É feito nas fraternidades, o candidato ao mostrar interessado em seguir a Vocação a Vida Religiosa, é acompanhado em sua Paróquia, ou junto a uma Fraternidade (Convento Franciscano), por um Frei Animador Vocacional, a fim de que conheça pouco mais da Espiritualidade Franciscana; sendo uma das formas de contato o e-mail: vocacional@franciscanos.org.br.
- ASPIRANTADO: Após um ano de acompanhamento vocacional, e ao sendo aprovado em um Estágio Vocacional, o candidato faz a etapa do ASPIRANTADO, que é realizado na cidade de Ituporanga, em Santa Catarina, pelo período de 8 meses.
- POSTULANTADO: Após o ASPIRANTADO, o candidato é promovido para POSTULANTADO, período que dura 12 meses, e é realizado em Guaratinguetá, em São Paulo.
- NOVICIADO: O Noviciado, é um tempo de maior reclusão do candidato,realizado em Rodeio, em Santa Catarina com duração de 12 meses, onde se recebe o hábito e o nome de Frei, que quer dizer "Irmão", e inicia a preparação e acompanhamento para professar seus votos.
- FILOSOFIA: Um ano após o Noviciado, o candidato é encaminhado para o curso de Filosofia, que dura 3 anos, e neste período, renova anualmente seus votos, em Campo Largo, no Paraná.
- TEOLOGIA: Realizado no ITF, Instituto Teologico Franciscano, em Petrópolis no Rio de Janeiro,  que dura 4 anos, neste período é feito a Profissão Solene, e ao final o candidato pode escolher ser encaminhado para os ministério ordenado ou ser "Irmão"

## PVF
O Pró Vocações e Missões Franciscanas é um Serviço de Animação Vocacional, seu trabalho consiste em apresentar às comunidades a co-responsabilidade de formar e preparar os futuros franciscanos, e convidar seus membros para participar e contribuir para com a formação dos jovens que num futuro estarão junto às comunidades assumindo a missão evangelizadora, motivados pelo trabalho apostólico e missionário dos franciscanos e seu modo de vida.

### História
Frei Floriano Surian, dedicado frade franciscano e D. Maria Arieta, também franciscana, filiada à Ordem Franciscana Secular, iniciaram em fevereiro de 1976, uma campanha de bolsas de estudo para seminaristas pobres, no Convento Santo Antônio, no Rio de Janeiro.
Muitos Cristãos, conscientes do número imenso de jovens vocacionados e das dificuldades concretas dos franciscanos, aderiram prontamente à campanha. Frei Floriano, excelente ilustrador, criou belíssimos cartões para importantes ocasiões, a serem oferecidos aos fiéis em prol dos seminaristas pobres.
Com o tempo, Frei Floriano passou a receber donativos para as vocações e a enviá-las a nossos seminários. A iniciativa partiu dos próprios fiéis! O movimento cresceu sensivelmente, transformando-se numa verdadeira pastoral. A campanha de Frei Floriano e D. Maria Arieta foi a semente do Pró-Vocações e Missões Franciscanas!
A diferença entre os primórdios desse trabalho e a realidade atual reside no fato de que a campanha assumira um caráter provisório e atingia a um número limitado de cristãos, ao passo que atualmente, o trabalho desenvolvido visa atingir a todos os seminaristas estudantes, de maneira integral e sem distinção, até porque, praticamente todos eles provêem de uma realidade socio-economicamente limitada. Além disso, os benfeitores da campanha tinham que se dirigir, necessariamente, ao Convento Santo Antônio - do Rio de Janeiro, para poderem contribuir. Hoje, conseguimos manter contato com todos os benfeitores, independentemente do estado onde residem.
Em 1986, o então Frei Alberto Esteves formou as bases do que é hoje este setor, instalando-se no 6º andar do Convento São Francisco de São Paulo. Nesta época, o Vocações Franciscanas se chamava Vofran e contava com uma pessoa de confiança e muito religiosa para trabalhar na lojinha, que oferecia produtos dos seminários e artigos religiosos. Tratava-se de Dona Alzira de Oliveira. Depois, o trabalho teve continuidade com Frei Reynaldo Ameixeira, o também fundador do Centro Franciscano de Luta contra a Aids (Cefran), Frei Edrian Pasini e Frei Antônio Andrietta.
A partir de 90, o escritório se mudou para o local atual, ou seja, na parte térrea do Convento, aproveitando os corredores para realizar as feiras de Santa Clara e Natal, todas com a finalidade vocacional. Durante 12 anos, Frei Mário Tagliari, Frei Severino Clasen e Frei Atílio Abati consolidaram este trabalho, montando o atual escritório. Neste período o PVF passou a ser voltado também para as missões franciscanas.
Frei Airton Rosa e Frei Marcos Melo assumiram este trabalho em 2003, enfatizando cada vez mais esta proximidade com o benfeitor e a benfeitora, seja através de retiros, encontros, cursos de espiritualidade franciscana ou as feiras.
A partir de 2006, o PVF voltou a contar com o trabalho de Frei Atilio Abati, tendo a companhia de Frei Paulo Back e, posteriormente, Frei Antônio Andrietta. Em 2008, o PVF passou a somar com o trabalho de Frei Valmei Brunetto.
Em 2010, o PVF tem como responsáveis Frei Atilio Abati e Frei Alvaci Mendes da Luz.

### Benfeitores
As contribuições com o PVF, podem ser feitas através do site: http://www.pvf.com.br/?page_id=226
- TV Franciscanos http://www.youtube.com/tvfranciscanos idealizada, dirigida, produzida e fundada por André Ricardo de Sá em 12/02/2010

## Momentos históricos
- No dia 3 de janeiro de 2009, 19 noviços realizaram os PRIMEIROS VOTOS, nas mãos do então Mestre e desde novembro, Ministro Provincial Frei Fidêncio Vanboemmel.[3]

## Ano de fundação das atuais fraternidades
- 1535 - Vila Velha (Nossa Sra. do Rosário)
- 1608 - Rio de Janeiro (Santo Antônio)
- 1642 - São Paulo (São Francisco)
- 1640 - Santos (Santo Antônio do Valongo)
- 1650 - Vila Velha (Nossa Senhora da Penha)
- 1658 - São Sebastião (Nossa Senhora do Amparo)
- 1891 - Lages (Patrocínio de São José)
- 1895 - Fundação do Colégio Diocesano
- 1892 - Blumenau (Santo Antônio)
- 1894 - Rodeio (S. Francisco de Assis) Noviciado
- 1946 - 1965 Seminário (Nossa Senhora de Fátima)
- 1896 - Petrópolis (Sagrado Coração de Jesus)
- 1898 - Curitiba (Bom Jesus)
  - 1911 - 1913 - Noviciado
  - 1910 - 1967- Filosofia
- 1900 - Gaspar (São José)
- 1900 - Curitibanos (São Francisco Solano)
- 1900 - Santo Amaro da Imperatriz (S. Amaro)
- 1904 - São Paulo (Comissariado da Terra Santa)
- 1909 - Florianópolis (Santo Antônio)
- 1910 - Guaratinguetá (N. Senhora das Graças)
- 1912 - Amparo (São Benedito)
- 1916 - São Paulo (Santo Antônio do Pari)
- 1921 - Angelina (Nossa Senhora da Conceição)
- 1923 - Luzerna (São João Batista)
- 1933 - Ituporanga (Santo Estêvão)
- 1934 - Concórdia (Nossa Senhora do Rosário)
- 1935 - São João de Meriti (São João Batista)
- 1936 - Sorocaba (Bom Jesus)
- 1940 - Paty do Alferes (N. Sra. da Conceição)
- 1940 - Xaxim (São Luiz Gonzaga)
- 1942 - São Paulo - Vila Clementino (S. Francisco de Assis)
- 1942 - Guaratinguetá (São José) - Seminário Frei Galvão
- 1965 -1989 - (Seminário de Vocações Adultas)
- 1990 (Postulantado)
- 1946 - Pato Branco (São Pedro Apóstolo)
- 1949 - Niterói (Porciúncula de Santana)
- 1950 - Agudos - Convento e Seminário (S. Antônio)
- 1951 - Nilópolis (Nossa Senhora da Conceição)
- 1951 - Bauru (Santo Antônio)
- 1956 - Vila Velha (Santuário Divino Espírito Santo)
- 1956 - Coronel Freitas (Patrocínio de São José)
- 1963 - Chopinzinho (São Francisco de Assis)
- 1965 - Ituporanga (Seminário São Francisco)
- 1966 - Nilópolis (Nossa Senhora Aparecida)
- 1968 - Balneário Camboriú (Santa Inês)
- 1976 - Bragança Paulista (São Francisco de Assis)
- 1977 - Xanten, Alemanha (Sagrada Família)
- 1978 - Lages (Nossa Senhora Aparecida)
- 1983 - Rondinha (São Boaventura)
- 1985 - Santo Amaro (Conventinho do Espírito Santo)
- 1985 - Duque de Caxias (Nossa Senhora do Pilar)
- 1987 - Venda das Pedras (Nossa Senhora Aparecida)
- 1990 - Malange - Katepa (São Damião) - Angola
- 1991 - Rodeio (Eremitério Beato Egídio de Assis)
- 1994 - Duque de Caxias (N. Senhora Mãe da Terra)
- 1994 - Petrópolis (São Francisco)
- 1994 - Petrópolis (Nossa Senhora de Guadalupe)
- 1996 - Luanda - Palanka (São Francisco), Angola
- 2000 - Luanda - Viana (N. Sra. dos Anjos), Angola
- 2001 - Bauru (Santa Clara de Assis)
- 2002 - Petrópolis - Santa Clara
- 2002 - Petrópolis - São Benedito
- 2002 - Petrópolis - Instituto Teológico Franciscano
- 2002 - Rondinha (Bom Jesus da Aldeia)
- 2003 - Petrópolis - Monte Alverne
- 2004 - São Paulo - Vila Clementino - Sede Provincial (Imaculada Conceição)
- 2005 - Malange - Angola - Seminário Monte Alverne - Aspirantado
- 2007 - Santos - Paróquia N.Sra. da Assunção
- 2007 - Rio de Janeiro - Rocinha - Paróquia N.S. Boa Viagem
- 2007 - Blumenau - Paróquia São José Operário
- 2008 - Colatina - Santo Antônio de Sant'Ana Galvão
- 2009 - Quibala - Angola (reabertura)

## Datas principais da história da provincia
- 1585 - Até esta data frades avulsos
- 1585 - Chegada dos fundadores ao Brasil
- 1591 - Convento de São Francisco de Vitória, ES
- 1608 - Fundação no Rio
- 1659 - Criação da Custódia Imaculada Conceição da Virgem Nossa Senhora, pelo Definitório
- 1670 - Confirmação da Custódia pelo Ministro Geral
- 1675 - a 15 de julho Criação da Província por um Breve de Clemente X
- 1719 - Implantação da "Alternativa" (Portugueses x Brasileiros)
- 1855 - a 9 de janeiro Suspensão do Noviciado
- 1891 - Restauração da Província
- 1975 - Tricentenário da Província
- 1990 - Início da Missão em Angola
- 1991 - Centenário da Restauração
- 1997 - Criação da Fundação Imaculada Mãe de Deus de Angola

## Lista de ministros provinciais
- 1891 - 1893 - Frei Amando Bahlmann - Comissário Provincial
- 1893 - 1895 - Frei Irineu Bierbaum - Comissário Provincial
- 1895 - Frei Gregório Janknecht - Comissário Provincial
- 1895 - 1897 - Frei Lulo Muss - Comissário Provincial
- 1987 - 1899 - Frei Herculano Limpinsel - Comissário Provincial
- 1899 - Frei Hipólito Zurek - Comissário Provincial
- 1899 - 1901 - Frei Herculano Limpinsel -Comissário Provincial
- 1901 - 1904 - Frei Herculano Limpinsel
- 1904 - 1907 - Frei Lucínio Korte
- 1907 - 1911 - Frei Celso Dreiling
- 1911 - 1914 - Frei Crisólogo Kampmann
- 1914 - 1917 - Frei Crisólogo Kampmann (2ª vez)
- 1917 - 1920 - Frei Marcelo Baumeister
- 1920 - 1923 - Frei Crisólogo Kampmann (3ª vez)
- 1923 - 1926 - Frei Crisólogo Kampmann (4ª vez)
- 1926 - 1929 - Frei Celso Dreiling (2ª vez)
- 1929 - 1932 - Frei Celso Dreiling (3ª vez)
- 1932 - 1934 - Frei Felipe Niggemeier
- 1934 - 1937 - Frei Marcelo Baumeister (2ª vez)
- 1937 - 1941 - Frei Marcelo Baumeister (3ª vez)
- 1941 - 1945 - Frei Mateus Hoepers
- 1945 - 1948 - Frei Ludovico Gomes Mourão de Castro
- 1948 - 1952 - Frei Ludovico Gomes Mourão de Castro (2ª vez)
- 1952 - 1956 - Frei Heliodoro Mueller
- 1956 - 1962 - Frei Heliodoro Mueller(2ª vez)
- 1962 - 1968 - Frei Walter W. Kempf
- 1968 - 1973 - Frei Walter W. Kempf (2ª vez)
- 1973 - 1979 - Frei Antônio Alexandre Nader
- 1979 - 1985 - Frei Basílio Prim
- 1985 - 1991 - Frei Estêvão Ottenbreit
- 1991 - 1994 - Frei Estêvão Ottenbreit (2ª vez)
- 1994 - 1999 - Frei Caetano Ferrari
- 2000 - 2002 - Frei Caetano Ferrari (2ª vez)
- 2002 - 2003 - Frei Augusto Koenig
- 2003 - 2009 - Frei Augusto Koenig (2ª vez)
- 2009 - 2011 - Frei Fidêncio Vanboemmel
- 2011 - 2016 - Frei Fidêncio Vanboemmel
- 2016 - 2018 - Frei Fidêncio Vanboemmel
- 2018 - 2021 - Frei César Külkamp
- 2021 - 2021 - Frei Fidêncio Vanboemmel (2ª vez)
- 2021 - atual - Frei Paulo Roberto Pereira